# Deram Records
Deram Records, in de volksmond destijds Deram, was een platenlabel dat onderdeel vormde van Decca Records. Deram werd opgericht in 1966 en werd opgeheven in 1979 en was gevestigd in Londen. Distributie in de Verenigde Staten vond plaats via London Records.
Decca Records wilde een speciaal label voor opnamen die waren gemaakt via Deramic Sound (System). Deramic Sound was een nieuwe opnametechniek, die plaatsvond op een achtsporenmachine, die geleverd was door Ampex uit de Verenigde Staten. De opnamen vertoonden een ruimer klankbeeld dan de toenmalige techniek en men kon dus meer sporen naast elkaar opnemen. Het is dan geen wonder dat via Deram Records een schare progressieve rockbands hun albums lieten distribueren. Een van de eerste albums, die via die techniek ontstond, bleef ook een van de bekendste: The Moody Blues met Days of Future Passed (november 1967).
In eerste instantie nog bedoeld voor zogenaamde “gladde” muziek uit de jaren 60, werd het al snel de thuishonk voor de progressieve rock, maar ook alternatieve muziek, niet alleen binnen de popmuziek, maar ook binnen de jazz (John Surman). Het label had in het begin een vaste imprint met DSS en kreeg catalogusnummers beginnende met DML (Monoalbums) en SML (stereoalbums), later gevolgd door SDL (extra). Het waren de hoogtijdagen van de progressieve rock, dus moest Deram opboksen tegen Island Records, Harvest Records en Vertigo Records. In het verlengde startte Decca in 1969 nog Nova Records, dat nooit een succes is geworden; het stichtte alleen maar verwarring. In 1979 was het einde Deram. De geschiedenis van het label loopt dan ook parallel met de geschiedenis van de progressieve rock, die het in 1979 moeilijk kreeg door de opkomst van de punkmuziek. Afsluiter in de reeks was het muziekalbum Songwriter van Justin Hayward.
In de jaren 80 werd het label nog nieuw leven ingeblazen met muziek uit andere stromingen, maar daarna was het afgelopen. Tegenwoordig is Deram weer “in” in verband met heruitgaven van elpees op compact disc. 
Naast elpees heeft Deram ongeveer 440 singles uitgegeven, waarvan opnieuw die van The Moody Blues een van de bekendste is: Nights in White Satin. Afsluiters hier drie singles van Justin Hayward.

## LP-catalogus

### DML/SML
| cat.nummer DML/SML | jaar            | artiest                           | titel                                           |
| ------------------ | --------------- | --------------------------------- | ----------------------------------------------- |
| 707                | 1967            | The Moody Blues                   | Days of Future Passed                           |
| 711                | 1968            | The Moody Blues                   | In Seach of the Lost Chord                      |
| 712                | 1968            | Londen Balalaika Ensemble         | Londen Balalaika Ensemble                       |
| niet uitgegeven    | -               | -                                 | -                                               |
| 1001               | 1967            | Johnny Howard Band                | The velvet touch of Johnny Howard               |
| 1002               | 1966            | Chim Kothari                      | Sound of the sitar                              |
| 1003               | 1966            | Les Escudos                       | New Look at Latin                               |
| 1004               | 1967            | Cat Stevens                       | Matthew and Son                                 |
| 1005               | 1967            | Graham Collier Sextet             | Deep dark blue center                           |
| 1006               | 1967            | Leading Figures                   | Oscillation                                     |
| 1007               | 1967            | David Bowie                       | David Bowie                                     |
| 1008               | 1967            | Les Reed & His Orchestra          | Fly Me to the Moon                              |
| 1009               | 1967            | Whistling Jack Smith              | Around the World with Whistling Jack Smith      |
| 1010               | 1967            | Roberto Mann                      | The Great Waltzes                               |
| 1011               | 1967            | Roberto Mann                      | Go Go Go                                        |
| 1012               | 1967            | Johnny Howard Orchestra           | Love Is the Sweetest Thing                      |
| 1013               | 1967            | Mike Westbrook                    | Celebration                                     |
| 1014               | 1967            | Martin's Magic Sound              | Martin's Magic Sound                            |
| 1015               | 1967            | Ten Years After                   | Ten Years After                                 |
| 1016               | 1967            | Roberto Mann                      | Accordion Sounds                                |
| 1017               | 1967            | Danny Williams                    | Danny Williams                                  |
| 1018               | 1967            | Cat Stevens                       | New Masters                                     |
| 1019               | 1968            | Roberto Mann                      | The Great Love Themes                           |
| 1020               | 1968            | The Hawaiians                     | From the Famous Beach Hotels                    |
| 1021               | 1968            | Amen Corner                       | Round Amen Corner                               |
| 1022               | 1968            | Giles, Giles and Fripp            | The Cheerful Insanity of Giles, Giles and Fripp |
| 1023               | 1968            | Ten Years After                   | Undead                                          |
| 1024               | 1968            | Roberto Mann                      | More Great Waltzes                              |
| 1025               | 1968            | Web                               | Fully Interlocking                              |
| 1026               | 1968            | Anvil Flutes and Capricorn Voices | Something New Is Coming                         |
| 1027               | 1968            | Various                           | The Deram Golden Pops Sampler                   |
| 1028               | 1967            | Lionel Bart                       | Isn't this where we came in                     |
| 1029               | 1968            | Ten Years After                   | Stonedhenge                                     |
| 1030               | 1968            | John Surman                       | John Surman                                     |
| 1031               | 1968            | Mike Westbrook                    | Release                                         |
| 1032               | 1969            | Praymonde's Magic Organ           | Hits of the Sixties                             |
| 1033               | 1969            | Touch                             | This is Touch                                   |
| 1034               | 1969            | World of Oz                       | World of Oz                                     |
| 1035               | 1969            | The Moody Blues                   | On the Threshold of a Dream                     |
| 1036               | 1969            | Otis Spann                        | Crackes Spanned Head                            |
| 1037               | 1969            | Keef Hartley Band                 | Halfbreed                                       |
| 1038               | 1969            | East of Eden                      | Mercator Projected                              |
| 1039               | 1969            | Kathe Green                       | Run the Length of Your Wildness                 |
| 1040               | 1969            | Johnny Howard Orchestra           | Moonlight Serenades                             |
| 1041               | 1969            | William R. Strickland             | William R. Stricland is Only the Name           |
| 1042               | 1969            | Terry Durham                      | Crystal Telephone                               |
| 1043               | 1969            | Johnny Almond Music Machine       | Patent Pending                                  |
| 1044               | 1969            | John Cameron Quartet              | Of Centre                                       |
| 1045               | 1969            | John Surman                       | How Many Clouds Can You See?                    |
| 1046               | 1969            | The Flirtations                   | Sounds like The Flirtations                     |
| 1047               | 1969            | Mike Westbrook                    | Marching Song Volume 1                          |
| 1048               | 1969            | Mike Westbrook                    | Marching Song Volume 2                          |
| 1049               | 1969            | Alan Bown                         | The Alan Bown!                                  |
| 1050               | 1970            | East of Eden                      | Snafu                                           |
| 1051               | 1969            | Igginbottom                       | Igginbottom's Wrench                            |
| 1052               | 1969            | Ten Years After                   | SSSSH!                                          |
| 1053               | 1970            | Camarata                          | The Velvet Gentlemen: The Music of Erik Satie   |
| 1054               | 1969            | Keef Hartley Band                 | The Battle of North West Six                    |
| 1055               | niet uitgegeven | -                                 | -                                               |
| 1056               | 1970            | Honeybus                          | Story                                           |
| 1057               | 1970            | Johnny Almond Music Machine       | Hollywood Blues                                 |
| 1058               | 1970            | Web                               | Therafosa Blondi                                |
| 1059               | 1970            | Paper Bubble                      | Scenery                                         |
| 1060               | 1970            | Granny's Intentions               | Honest Injun                                    |
| 1061               | 1970            | John L. Watson                    | White Hot Blues Black                           |
| 1062               | 1970            | Frijid Pink                       | Frijid Pink                                     |
| 1063               | 1970            | Michael Gibbs                     | Michael Gibbs                                   |
| 1064               | 1970            | Paul Gonsalves                    | Hummingbird                                     |
| 1065               | 1970            | Ten Years After                   | Cricklewood Green                               |
| 1066               | 1970            | Brotherhood of Man                | United We Stand                                 |
| 1067               | 1970            | White Plains                      | White Plains                                    |
| 1068               | 1970            | Someone's Band                    | Someone's Band                                  |
| 1069               | 1970            | Mike Westbrook                    | Love Songs                                      |
| 1070               | 1970            | Henry Lowther Band                | Child song                                      |
| 1071               | 1970            | Keef Hartley Band                 | The Time Is Near                                |
| 1072               | 1971            | Walrus                            | Walrus                                          |
| 1073               | 1970            | Room                              | Pre-flight                                      |
| 1074               | 1971            | Egg                               | The Polite Force                                |
| 1075               | 1970            | Galliard                          | New Dawn                                        |
| 1076               | 1970            | Clark Hutchinson                  | Retribution                                     |
| 1077               | 1970            | Frijid Pink                       | Defrosted                                       |
| 1078               | 1970            | Ten Years After                   | Watt                                            |
| 1079               | 1971            | Bill Fay                          | Time of the Last Persecution                    |
| 1080               | niet uitgegeven | -                                 | -                                               |
| 1081               | niet uitgegeven | -                                 | -                                               |
| 1082               | 1971            | George Harmonica Smith            | Arkansas Trap                                   |
| 1083               | 1971            | Whistler                          | Ho-Hum                                          |
| 1084               | 1971            | Stud                              | Stud                                            |
| 1085               | 1971            | Anno Domini                       | On This New Day                                 |
| 1086               | 1971            | Megaton                           | Megaton                                         |
| 1087               | 1971            | Michael Gibbs                     | Tanglewood                                      |
| 1088               | -               | Diverse artiesten                 | Hoogtepunten Jesus Christ Suprstar              |
| 1089               | 1972            | Brotherhood of Man                | Brotherhood of Man                              |
| 1090               | 1971            | Clark Hutchinson                  | Gestalt                                         |
| 1091               | 1971            | Zakarrias                         | Zakarrias                                       |
| 1092               | 1971            | White Plains                      | When you are a king                             |
| 1093               | 1972            | Chitinious Ensemble               | Chitinious Ensemble                             |
| 1094               | 1971            | John Surman                       | The Tales of Algonquin                          |
| 1095               | 1972            | Tony Klinger & Michael Lyons      | Extreems                                        |
| 1096               | 1972            | Ten Years After                   | Alvin Lee & Company                             |
| 1097               | niet uitgegeven | -                                 | -                                               |
| 1098               | niet uitgegeven | -                                 | -                                               |
| 1099               | 1973            | Chris Youlden                     | Nowhere road                                    |
| 1100               | 1973            | Chicken Shack                     | Unlucky Boy                                     |
| 1101               | 1973            | Camarata                          | Through the Looking Glass                       |
| 1102               | 1973            | Hemlock                           | Hemlock                                         |
| 1103               | 1973            | Pete Brown's Piblokto             | The Not Forgotten Association                   |
| 1104               | 1973            | Darryl Way's Wolf                 | Saturation Point                                |
| 1105               | 1973            | Michael Chapman                   | Millstone grit                                  |
| 1106               | 1974            | Junior Campbell                   | Second Time Around                              |
| 1107               | 1974            | Camel                             | Mirage                                          |
| 1108               | 1974            | Principle Edwards                 | Round One                                       |
| 1109               | niet uitgegeven | -                                 | -                                               |
| 1110               | 1974            | Caravan                           | Caravan and the New Symphonia                   |
| 1111               | 1974            | Martin Carthy                     | Sweet Wivelsfield                               |
| 1112               | 1974            | Chris Youlden                     | City Child                                      |
| 1113               | 1974            | Coast Road Drive                  | Delicious and Refreshing                        |
| 1114               | 1974            | Michael Chapman                   | Deal Gone Down                                  |
| 1115               | 1974            | Neil Harrison                     | All Dressedup and Nowhere to Go                 |
| 1116               | 1974            | Darryl Way's Wolf                 | Night Music                                     |
| 1117               | 1975            | Shirley Collins                   | A Favourite Garland                             |
| 1118               | niet uitgegeven | -                                 | -                                               |
| 1119               | 1975            | Curved Air                        | live                                            |
| 1120               | 1980            | Mo-dettes                         | The Story So Far                                |
| 1121               | -               | SPLODGENESSABOUNDS                | SPLODGENESSABOUNDS                              |
| 1122               | -               | Kit Hain                          | Spirits Walking Out                             |
| 1123               | -               | A Thin Red Line                   | A Thin Red Line                                 |

### SDL
| cat.nummer SDL | jaar | artiest           | titel                                 |
| -------------- | ---- | ----------------- | ------------------------------------- |
| 1              | 1971 | Caravan           | In the Land of Grey and Pink          |
| 2              | 1971 | Keef Hartley Band | Overdog                               |
| 3              | 1971 | Miller Anderson   | Brigh City                            |
| 4              | 1971 | Keef Hartley Band | Little Big Band                       |
| 5              | 1971 | Chicken Shack     | Imagination Lady                      |
| 6              | 1972 | Jerusalem         | Jerusalem                             |
| 7              | 1972 | Mellow Candle     | Swaddling Songs                       |
| 8              | 1972 | Waterloo Lily     |                                       |
| 9              | 1972 | Keef Hartley Band | 72nd Brave                            |
| 10             | 1972 | Parlour band      | Is a friend?                          |
| 11             | 1972 | Khan              | Space Shanty                          |
| 12             | 1973 | Caravan           | For Girls Who Grow Plump in the Night |
| 13             | 1973 | Keef Hartley Band | Lancashire Hustle                     |
| 14             | 1973 | Darryl Way's Wolf | Canis Lupus                           |
| 15             | 1973 | Justin Hayward    | Songwriter                            |
| 799            | 1974 | Chicken Shack     | Goodbye Chicken Shack                 |

### Nova
| cat.nummer Nova | jaar | artiest                                    | titel                  |
| --------------- | ---- | ------------------------------------------ | ---------------------- |
| 1               | -    | Ashkan                                     | In from the Cold       |
| 2               | -    | Clark-Hutchinson                           | A=MH2                  |
| 3               | -    | -                                          | -                      |
| 4               | -    | Galliard                                   | Strange Pleasure       |
| 5               | -    | Bulldog Breed                              | Made in England        |
| 6               | -    | Elastic Band                               | Expansions of Life     |
| 7               | -    | Sunforest                                  | The Sound of Sunforest |
| 8               | -    | Jan Dukes de Grey                          | Sorcerors              |
| 9               | -    | Harvey Andrews                             | Places and Faces       |
| 10              | -    | Denny Gerrard                              | Sinister Morning       |
| 11              | -    | The Alan Skidmore Quintet                  | Once Upon a Time       |
| 12              | -    | Bill Fay                                   | Bill Fay               |
| 13              | -    | Pacific Drift                              | Feelin' Free           |
| 14              | 1970 | Egg                                        | Egg                    |
| 15              | -    | Black Cat Bones                            | Barbed Wire Sandwich   |
| 16              | -    | -                                          | -                      |
| 17              | -    | Aardvark                                   | Aardvark               |
| 18              | -    | -                                          | -                      |
| 19              | -    | Jazz Rock Experience                       | JRE                    |
| 20              | -    | Hunter Muskett                             | Every Time You Move    |
| 21              | -    | Peter Collins                              | First Album            |
| 22              | -    | Patricia Cahill                            | Summer's Daughter      |
| 23              | -    | Choir of Worth School & Laurie Steel Combo | Make Music to te Lord  |